# لوسین گودن
لوسین گودن (به فرانسوی: Lucien Gaudin) ورزشکار مرد رشتهٔ شمشیربازی اهل کشور فرانسه است. وی در بین سال‌های ‎۱۹۲۰ تا ۱۹۲۸ میلادی در مسابقات بازی‌های المپیک تابستانی در مجموع ۷ مدال، شامل ۴ مدال طلا و ۳ نقره را کسب کرد.